# Attentato di Burgas del 2012
L'attentato di Burgas del 2012 fu un attentato terroristico condotto da un attentatore suicida su un autobus passeggeri che trasportava turisti israeliani dall'aeroporto di Burgas, in Bulgaria, il 18 luglio 2012. L'autobus trasportava 42 israeliani, principalmente giovani, dall'aeroporto ai loro hotel, dopo essere arrivati su un volo da Tel Aviv. L'esplosione uccise l'autista dell'autobus bulgaro e 5 israeliani e ferì 32 israeliani, e l'attentato fu condannato internazionalmente.
Nel febbraio 2013, Tsvetan Tsvetanov, l'allora ministro degli interni bulgaro, affermò che c'erano prove "fondate" che Hezbollah fosse dietro l'attacco. Tsvetanov dichiarò che i 2 sospetti avevano passaporti canadesi e australiani e vivevano in Libano. Secondo l'Europol, prove forensi e fonti di intelligence puntavano tutte al coinvolgimento di Hezbollah nell'esplosione. Sia l'Iran che Hezbollah negarono ogni coinvolgimento. Il 5 giugno 2013, il nuovo ministro degli esteri bulgaro Kristian Vigenin dichiarò che: "Non ci sono prove conclusive per l'implicazione di Hezbollah nell'attentato del luglio 2012 a Burgas. Le autorità continuano a raccogliere prove". 2 settimane dopo, un rappresentante bulgaro presso l'Unione europea rivelò che gli investigatori avevano scoperto nuove prove che implicavano che gli agenti di Hezbollah fossero collegati agli attacchi terroristici. Gli investigatori scoprirono che i documenti falsi utilizzati dagli autori dell'attacco erano stati facilitati da un uomo con legami con Hezbollah.
Il 25 luglio 2013, il ministero degli interni bulgaro pubblicò le fotografie di due agenti di Hezbollah sospettati dell'attentato: il cittadino australiano Malid Farah (noto anche come "Hussein Hussein") e il cittadino canadese Hassan al-Haj. Nel 2013, e in parte in risposta all'attentato, l'UE votò all'unanimità per elencare il ramo militare di Hezbollah come organizzazione terroristica.
Il 18 luglio 2014, la Bulgaria annunciò di aver identificato l'attentatore come un doppio cittadino libanese-francese di nome Mohamad Hassan El-Husseini.